# Songs of Grief and Solitude
Songs of Grief and Solitude (in ucraino Пісні Скорботи і Самітності) è il quinto album in studio del gruppo musicale black metal ucraino Drudkh, pubblicato nel 2006.

## Tracce
Tra parentesi è riportato il titolo in lingua inglese.
1. Захід сонця в Карпатах (Sunset in Carpathians) – 2:47
2. Сльози богів (Tears of Gods) – 8:34
3. Стародавній танець (Archaic Dance) – 3:28
4. Чумацький шлях (The Milky Way) – 9:52
5. Чому буває сумне сонце (Why the Sun Becomes Sad) – 5:45
6. Журавлі ніколи не повернуться сюди (The Cranes Will Never Return Here) – 3:26
7. Сивий степ (Grey-Haired Steppe) – 2:08

## Formazione
- Roman Saenko - chitarra
- Thurios - tastiere
- Vlad - tastiere
- Krechet - basso, tastiere